# ATP sintaza
ATP sintaza je protein i molekularni stroj koji katalizira stvaranje molekule za skladištenje energije, adenozin trifosfata (ATP), pomoću adenozin difosfata (ADP) i anorganskog fosfata (Pi).

Sastoji se od dvije glavne podjedinice, dva rotirajuća motora FO i F1. Podjedinica FO je ugrađena u membranu mitohondrija, te pogonjena protonskom pumpom proizvodi rotaciju. Rotacija se pomoću osovine prenosi na podjedinicu F1, u kojoj se nalazi aktivno mjesto, te se u tri faze rotacije događa sinteza ATP-a:
1. Vezanje ADP-a i Pi
2. Sinteza ATP-a
3. Otpuštanje ATP-a